# Verein für Bewegungsspiele Stuttgart 1893 1967-1968
Questa voce raccoglie le informazioni riguardanti il Verein für Bewegungsspiele Stuttgart 1893 nelle competizioni ufficiali della stagione 1967-1968.

## Stagione
Nella stagione 1967-1968 lo Stoccarda, allenato da Gunther Baumann, concluse il campionato di Bundesliga all'8º posto. In Coppa di Germania lo Stoccarda fu eliminato agli ottavi di finale dal Bochum.

## Rosa
| N. |                     | Ruolo | Calciatore           |
| -- | ------------------- | ----- | -------------------- |
|    | Germania (bandiera) | P     | Dieter Feller        |
|    | Germania (bandiera) | P     | Gerhard Heinze       |
|    | Germania (bandiera) | P     | Werner Pfeifer       |
|    | Germania (bandiera) | P     | Günter Sawitzki      |
|    | Germania (bandiera) | D     | Günther Eisele       |
|    | Germania (bandiera) | D     | Hans Eisele          |
|    | Germania (bandiera) | D     | Willi Entenmann      |
|    | Germania (bandiera) | D     | Theodor Hoffmann     |
|    | Germania (bandiera) | D     | Hans-Dieter Koch     |
|    | Germania (bandiera) | D     | Gerd Menne           |
|    | Germania (bandiera) | D     | Günter Seibold       |
|    | Germania (bandiera) | D     | Klaus-Dieter Sieloff |

| N. |                     | Ruolo | Calciatore           |
| -- | ------------------- | ----- | -------------------- |
|    | Germania (bandiera) | C     | Hans Arnold          |
|    | Germania (bandiera) | C     | Rudi Entenmann       |
|    | Germania (bandiera) | C     | Manfred Gärtner      |
|    | Francia (bandiera)  | C     | Gilbert Gress        |
|    | Germania (bandiera) | A     | Karl-Heinz Handschuh |
|    | Germania (bandiera) | A     | Horst Haug           |
|    | Germania (bandiera) | A     | Helmut Huttary       |
|    | Germania (bandiera) | A     | Horst Köppel         |
|    | Svezia (bandiera)   | A     | Bo Larsson           |
|    | Germania (bandiera) | A     | Roland Weidle        |
|    | Germania (bandiera) | A     | Manfred Weidmann     |
|    | Germania (bandiera) | A     | Hartmut Weiß         |

## Organigramma societario
Area tecnica
- Allenatore: Gunther Baumann
- Allenatore in seconda:
- Preparatore dei portieri:
- Preparatori atletici:

## Calciomercato

### Sessione estiva
| Acquisti | Acquisti        | Acquisti          | Acquisti |
| R.       | Nome            | da                | Modalità |
| -------- | --------------- | ----------------- | -------- |
| P        | Dieter Feller   | Preußen Münster   |          |
| C        | Manfred Gärtner | Saarbrücken       |          |
| A        | Horst Haug      | Kickers Stoccarda |          |
| P        | Gerhard Heinze  | Stoccarda U19     |          |
| A        | Roland Weidle   | Stoccarda U19     |          |

| Cessioni | Cessioni            | Cessioni             | Cessioni |
| R.       | Nome                | a                    | Modalità |
| -------- | ------------------- | -------------------- | -------- |
| D        | Siegfried Böhringer | Kickers Stoccarda II |          |
| A        | Hans-Otto Peters    | Bienne               |          |
| A        | Eberhard Pfisterer  | Baden                |          |
| A        | Manfred Reiner      | Kickers Stoccarda    |          |
| A        | Erwin Waldner       | FV Ebingen           |          |

## Risultati

### Bundesliga

#### Girone di andata
| Arbitro: | Weyland |

|                                                |           |  |
| Köppel 21’, 47’ Friedrich 31’ (aut.) Gress 55’ | Marcatori |  |

| Arbitro: | Sturm |

|           |           |         |
| Meyer 69’ | Marcatori | 3’ Weiß |

| Stoccarda 2 settembre 1967, ore 16:00 CET 3ª giornata | Stoccarda | 0 – 0 referto | Eintracht Braunschweig | Neckarstadion (51 000 spett.)\| Arbitro: \| Fritz \| |
| Arbitro:                                              | Fritz     |               |                        |                                                      |

| Arbitro: | Seekamp |

|                                           |           |                                    |
| Grosser 8’ Küppers 37’ (rig.) Kohlars 52’ | Marcatori | 65’, 73’ Köppel 89’ (aut.) Schmitt |

| Arbitro: | Spinnler |

|                        |           |  |
| Köppel 54’ Sieloff 70’ | Marcatori |  |

| Arbitro: | Herden |

|                             |           |                      |
| Rühl 59’ Overath 70’ (rig.) | Marcatori | 13’ Weiß 23’ Huttary |

| Arbitro: | Schulz |

|                                         |           |          |
| Piontek 1’ Görts 29’ Höttges 51’ (rig.) | Marcatori | 50’ Haug |

| Arbitro: | Baumgärtel |

|  |           |                |
|  | Marcatori | 70’ Roggensack |

| Arbitro: | Ott |

|                                              |           |                    |
| Strehl 19’, 30’ Volkert 57’, 67’ Ferschl 80’ | Marcatori | 60’ (rig.) Sieloff |

| Arbitro: | Fritz |

|                                       |           |  |
| Entenmann 4’ Entenmann 5’ Larsson 55’ | Marcatori |  |

| Arbitro: | Redelfs |

|                               |           |                           |
| Hoffmann 20’, 68’ Glenski 47’ | Marcatori | 45’ Entenmann 63’ Sieloff |

| Arbitro: | Malka |

|                              |           |  |
| Menne 11’ Sieloff 54’ (rig.) | Marcatori |  |

| Arbitro: | Hennig |

|                                                |           |            |
| Ohlhauser 62’ Müller 74’ (rig.) Brenninger 87’ | Marcatori | 64’ Köppel |

| Arbitro: | Seekamp |

|                                |           |             |
| Köppel 14’, 75’ Gress 63’, 68’ | Marcatori | 40’ Assauer |

| Arbitro: | Regely |

|             |           |                                    |
| Herrmann 5’ | Marcatori | 14’, 31’ Köppel 21’, 50’ Handschuh |

| Arbitro: | Herden |

|                              |           |              |
| Weidmann 38’ Ertz 54’ (aut.) | Marcatori | 43’ Seebauer |

| Arbitro: | Siepe |

|            |           |            |
| Krämer 73’ | Marcatori | 49’ Köppel |

#### Girone di ritorno
| Arbitro: | Frickel |

|                                         |           |  |
| Nickel 11’ Bechtold 29’, 64’ Blusch 69’ | Marcatori |  |

| Arbitro: | Deuschel |

|            |           |                                     |
| Köppel 37’ | Marcatori | 16’ Ackermann 18’ Wimmer 21’ Laumen |

| Arbitro: | Malka |

|                       |           |             |
| Ulsaß 13’ (rig.), 66’ | Marcatori | 38’ Sieloff |

| Arbitro: | Weyland |

|                          |           |             |
| Handschuh 31’ Köppel 60’ | Marcatori | 70’ Küppers |

| Arbitro: | Biwersi |

|                             |           |            |
| Pohlschmidt 29’, 53’ (rig.) | Marcatori | 24’ Köppel |

| Arbitro: | Ott |

|                        |           |  |
| Gress 4’ Handschuh 27’ | Marcatori |  |

| Arbitro: | Eschweiler |

|  |           |                                       |
|  | Marcatori | 30’ Danielsen 51’ Görts 63’ Bjørnmose |

| Arbitro: | Redelfs |

|                               |           |  |
| Roggensack 55’ Kapitulski 69’ | Marcatori |  |

| Arbitro: | Schulenburg |

|            |           |                   |
| Larsson 4’ | Marcatori | 27’ (rig.) Strehl |

| Arbitro: | Biwersi |

|                                   |           |                                     |
| Budde 15’ Heidemann 34’ Gecks 41’ | Marcatori | 25’ Handschuh 50’ Menne 64’ Huttary |

| Arbitro: | Ohmsen |

|                                                  |           |             |
| Larsson 20’ (rig.) Handschuh 53’ Köppel 55’, 79’ | Marcatori | 70’ Glenski |

| Arbitro: | Voß |

|                          |           |          |
| Skoblar 15’ Heynckes 87’ | Marcatori | 34’ Haug |

| Arbitro: | Niemeyer |

|                                  |           |  |
| Gress 15’ Haug 71’ Handschuh 78’ | Marcatori |  |

| Arbitro: | Basedow |

|                |           |               |
| Wosab 78’, 82’ | Marcatori | 38’ Handschuh |

| Arbitro: | Bien |

|                                    |           |                         |
| Weidmann 13’ Gress 53’ Larsson 89’ | Marcatori | 10’ Slatina 84’ Schrodt |

| Arbitro: | Voß |

|  |           |                                                              |
|  | Marcatori | 7’ Köppel 40’ Haug 81’ Handschuh 82’ (aut.) Regitz 89’ Gress |

| Arbitro: | Binder |

|                                                       |           |            |
| Gress 8’ Larsson 17’ Sieloff 30’ (rig.) Handschuh 52’ | Marcatori | 73’ Dörfel |

### Coppa di Germania
| Arbitro: | Hennig |

|            |           |  |
| Köppel 75’ | Marcatori |  |

| Arbitro: | Schulz |

|                       |           |               |
| Balte 42’ (rig.), 65’ | Marcatori | 29’ Handschuh |

## Statistiche

### Statistiche di squadra
| Competizione      | Punti | In casa | In casa | In casa | In casa | In casa | In casa | In trasferta | In trasferta | In trasferta | In trasferta | In trasferta | In trasferta | Totale | Totale | Totale | Totale | Totale | Totale | DR  |
| Competizione      | Punti | G       | V       | N       | P       | Gf      | Gs      | G            | V            | N            | P            | Gf           | Gs           | G      | V      | N      | P      | Gf     | Gs     | DR  |
| ----------------- | ----- | ------- | ------- | ------- | ------- | ------- | ------- | ------------ | ------------ | ------------ | ------------ | ------------ | ------------ | ------ | ------ | ------ | ------ | ------ | ------ | --- |
| Bundesliga        | 35    | 17      | 12      | 2       | 3       | 37      | 15      | 17           | 2            | 5            | 10           | 28           | 39           | 34     | 14     | 7      | 13     | 65     | 54     | +11 |
| Coppa di Germania | -     | 1       | 1       | 0       | 0       | 1       | 0       | 1            | 0            | 0            | 1            | 1            | 2            | 2      | 1      | 0      | 1      | 2      | 2      | 0   |
| Totale            | 35    | 18      | 13      | 2       | 3       | 38      | 15      | 18           | 2            | 5            | 11           | 29           | 41           | 36     | 15     | 7      | 14     | 67     | 56     | +11 |

### Andamento in campionato
| Giornata  | 1 | 2 | 3 | 4 | 5 | 6 | 7 | 8  | 9  | 10 | 11 | 12 | 13 | 14 | 15 | 16 | 17 | 18 | 19 | 20 | 21 | 22 | 23 | 24 | 25 | 26 | 27 | 28 | 29 | 30 | 31 | 32 | 33 | 34 |
| --------- | - | - | - | - | - | - | - | -- | -- | -- | -- | -- | -- | -- | -- | -- | -- | -- | -- | -- | -- | -- | -- | -- | -- | -- | -- | -- | -- | -- | -- | -- | -- | -- |
| Luogo     | C | T | C | T | C | T | T | C  | T  | C  | T  | C  | T  | C  | T  | C  | T  | T  | C  | T  | C  | T  | C  | C  | T  | C  | T  | C  | T  | C  | T  | C  | T  | C  |
| Risultato | V | N | N | N | V | N | P | P  | P  | V  | P  | V  | P  | V  | V  | V  | N  | P  | P  | P  | V  | P  | V  | P  | P  | N  | N  | V  | P  | V  | P  | V  | V  | V  |
| Posizione | 1 | 2 | 4 | 6 | 4 | 3 | 8 | 10 | 12 | 9  | 12 | 9  | 12 | 10 | 8  | 6  | 6  | 8  | 10 | 12 | 11 | 13 | 12 | 14 | 14 | 14 | 14 | 13 | 13 | 12 | 13 | 13 | 9  | 8  |

Legenda:

Luogo: C = Casa; T = Trasferta. Risultato: V = Vittoria; N = Pareggio; P = Sconfitta.

### Statistiche dei giocatori
| Giocatore    | Bundesliga | Bundesliga | Bundesliga  | Bundesliga | Coppa di Germania | Coppa di Germania | Coppa di Germania | Coppa di Germania | Totale   | Totale | Totale      | Totale     |
| Giocatore    | Presenze   | Reti       | Ammonizioni | Espulsioni | Presenze          | Reti              | Ammonizioni       | Espulsioni        | Presenze | Reti   | Ammonizioni | Espulsioni |
| ------------ | ---------- | ---------- | ----------- | ---------- | ----------------- | ----------------- | ----------------- | ----------------- | -------- | ------ | ----------- | ---------- |
| H. Arnold    | 18         | 0          | 0           | 0          | 1                 | 0                 | 0                 | 0                 | 19       | 0      | 0           | 0          |
| G. Eisele    | 2          | 0          | 0           | 0          | 0                 | 0                 | 0                 | 0                 | 2        | 0      | 0           | 0          |
| H. Eisele    | 18         | 0          | 0           | 0          | 0                 | 0                 | 0                 | 0                 | 18       | 0      | 0           | 0          |
| R. Entenmann | 6          | 1          | 0           | 0          | 2                 | 0                 | 0                 | 0                 | 8        | 1      | 0           | 0          |
| W. Entenmann | 18         | 2          | 0           | 0          | 2                 | 0                 | 0                 | 0                 | 20       | 2      | 0           | 0          |
| D. Feller    | 10         | 0          | 0           | 0          | 1                 | 0                 | 0                 | 0                 | 11       | 0      | 0           | 0          |
| G. Gress     | 33         | 8          | 0           | 0          | 2                 | 0                 | 0                 | 0                 | 35       | 8      | 0           | 0          |
| M. Gärtner   | 4          | 0          | 0           | 0          | 0                 | 0                 | 0                 | 0                 | 4        | 0      | 0           | 0          |
| K. Handschuh | 26         | 10         | 0           | 0          | 2                 | 1                 | 0                 | 0                 | 28       | 11     | 0           | 0          |
| H. Haug      | 14         | 4          | 0           | 0          | 0                 | 0                 | 0                 | 0                 | 14       | 4      | 0           | 0          |
| G. Heinze    | 3          | 0          | 0           | 0          | 0                 | 0                 | 0                 | 0                 | 3        | 0      | 0           | 0          |
| T. Hoffmann  | 33         | 0          | 0           | 0          | 1                 | 0                 | 0                 | 0                 | 34       | 0      | 0           | 0          |
| H. Huttary   | 17         | 2          | 0           | 0          | 1                 | 0                 | 0                 | 0                 | 18       | 2      | 0           | 0          |
| H. Koch      | 6          | 0          | 0           | 0          | 0                 | 0                 | 0                 | 0                 | 6        | 0      | 0           | 0          |
| H. Köppel    | 34         | 17         | 0           | 0          | 2                 | 1                 | 0                 | 0                 | 36       | 18     | 0           | 0          |
| B. Larsson   | 33         | 5          | 0           | 0          | 2                 | 0                 | 0                 | 0                 | 35       | 5      | 0           | 0          |
| G. Menne     | 16         | 2          | 0           | 0          | 0                 | 0                 | 0                 | 0                 | 16       | 2      | 0           | 0          |
| W. Pfeifer   | 0          | 0          | 0           | 0          | 0                 | 0                 | 0                 | 0                 | 0        | 0      | 0           | 0          |
| G. Sawitzki  | 21         | 0          | 0           | 0          | 1                 | 0                 | 0                 | 0                 | 22       | 0      | 0           | 0          |
| G. Seibold   | 18         | 0          | 0           | 0          | 2                 | 0                 | 0                 | 0                 | 20       | 0      | 0           | 0          |
| K. Sieloff   | 27         | 6          | 0           | 0          | 2                 | 0                 | 0                 | 0                 | 29       | 6      | 0           | 0          |
| R. Weidle    | 1          | 0          | 0           | 0          | 0                 | 0                 | 0                 | 0                 | 1        | 0      | 0           | 0          |
| M. Weidmann  | 15         | 2          | 0           | 0          | 1                 | 0                 | 0                 | 0                 | 16       | 2      | 0           | 0          |
| H. Weiß      | 22         | 2          | 0           | 0          | 1                 | 0                 | 0                 | 0                 | 23       | 2      | 0           | 0          |